# 勝浦オークワ
株式会社勝浦オークワ（かつうらオークワ）は、かつて和歌山県東牟婁郡那智勝浦町に本社を置いていたスーパーマーケット。オークワのグループ企業。

## 概要
創業者の大桑啓文はオークワ創業者・大桑勇の甥。オークワと同じブランドマークを使用しているが経営は独立していた。オーカード・オーカードプラスなど、オークワ発行のポイントカードは使用できず、「お買い物定期券」という独自のポイントカードを発行していた。ポイント照会・特典発行システムはライフコーポレーションなどと同じシステム（バーコードによる管理）だった。
自家用車等を持たない高齢者の為に小型トラックによる移動販売を行うなど地元密着型企業であり、鮮魚（マグロ・鯨肉）が主力製品であるが、新宮市へのイオン新宮ショッピングセンター進出やオークワのスーパーセンターオークワ南紀店オープンに伴う対抗策として価格競争から脱却した食材の扱いを強化した。
小売業以外の事業では、インターネットカフェ・ほっとステーションのフランチャイズ（「ほっとステーション南紀勝浦店」「ほっとステーション南紀宇久井店」の2店舗）や回転寿司「うず潮」、レンタルビデオ・レンタルCD「大文堂」（勝浦オークワの各店舗に返却ボックス設置）、紀伊勝浦駅裏手の「勝浦シティプラザリゾートホテル」の運営も行っていたが全て事業停止し閉鎖された。
2012年12月17日、事業を停止し、管財人と弁護士の協力の元、法律に則り、破産申請を行った

## 沿革
- 1971年10月 - 株式会社主婦の店オークワ勝浦店として創業
- 1972年9月 - 有限会社ニューオークワを設立
- 1986年9月 - 大桑株式会社に社名変更した後、現社名に変更
- 1989年 - 株式会社ビッグを設立
- 2005年4月15日 - オークワ宇久井店にインターネットカフェ併設
- 2006年 - オークワ宇久井店を閉店し店舗スペース全てをインターネットカフェ化
- 2008年 - オークワ太地店閉店
- 2012年
  - 12月17日 - 全店閉店、大桑株式会社含め全事業停止
  - 12月21日午前9時 - 大阪地方裁判所にて破産手続開始決定、破産管財人ははばたき綜合法律事務所

## 店舗

### 最後まで営業していた店舗
- 那智勝浦町 - ショッピングパーク店（1Fに100円ショップと書店併設・2Fに駐車場とジョーシン勝浦店併設・3F本社)（関連会社の大桑株式会社）
  - 2Fにあったジョーシン勝浦店はショッピングパーク店閉店後しばらく営業していたものの閉店。建物は解体され、跡地はエバグリーン勝浦店になっている。

### 事業停止前に閉店した店舗
- 那智勝浦町 - 宇久井店（インターネットカフェに業態変更した後も、店舗看板は国道側のみ書き換えられ宇久井港側には「オークワ」の表記が残っている。インターネットカフェも勝浦オークワのフランチャイズであるため事業停止と共に閉店し、和歌山県からほっとステーションの店舗が消滅）
- 太地町 - 太地店（競合する太地漁協スーパーとは目と鼻の先の距離にある）